# فرودگاه منطقه‌ای آنکنی
فرودگاه منطقه‌ای آنکنی (به انگلیسی: Ankeny Regional Airport) یک فرودگاه همگانی بهره‌برداری هوایی با کد یاتا IKV است که یک باند فرود بتن دارد و طول باند آن ۱۶۷۶ متر است. این فرودگاه در کشور ایالات متحده آمریکا قرار دارد و در ارتفاع ۲۷۷ متری از سطح دریا واقع شده است.